# K Tubantia Bongerhout VK
El Koninklijke Tubantia Borgerhout Voetbal Klub es un equipo de fútbol de Bélgica de Bongerhout, un distrito de la ciudad de Amberes. Actualmente juega en la Cuarta Provincial de Amberes, novena división de fútbol en el país.

## Historia
Fue fundado el 10 de abril de 1915 en la ciudad de Borgerhout en la provincia de Amberes luego de la fusión de los equipos Tubantia FC y Racing Bogerhout, obteniendo la matrícula nº64 de la Real Federación Belga de Fútbol que poseía el Tubantia FC con el nombre Tubantia FAC.
En 1926 compite por primera vez a nivel nacional y en la temporada de 1930/31 logra el ascenso a la Primera División de Bélgica por primera vez en su historia, liga en la que se mantiene dos temporadas hasta su descenso en la temporada 1931/32. En 1960 el club se fusionó con KRC Borgerhout, otro club de Borgerhout que también había jugado en los niveles nacionales en las últimas décadas. El nuevo club se llamó K.Tubantia Borgerhout FC y jugó en Tercera durante tres temporadas, pero descendió a Cuarta en 1962. En 1971, el nombre del club se cambió a K.Tubantia Borgerhout VK.
El club no ha vuelto a la máxima categoría luego de la década de los años 30, y se han mantenido principalmente entre la Tercera División de Bélgica y las ligas regionales del país.

## Palmarés
- Tercera División de Bélgica: 4

1927/28, 1949/50, 1951/52, 1952/53
- Provincial: 2

1959/60, 1991/92

## Temporada a temporada
| Temporada | Nivel | Nivel | Nivel | Nivel | Nivel | Nivel | Nivel | Nivel | Nivel | Denominación                           | Puntuación                             | Observaciones                                                                                |                                        |
|           | I     | I     | II    | III   | P.II  |       |       |       |       |                                        |                                        |                                                                                              |                                        |
| --------- | ----- | ----- | ----- | ----- | ----- | ----- | ----- | ----- | ----- | -------------------------------------- | -------------------------------------- | -------------------------------------------------------------------------------------------- | -------------------------------------- |
| 1919/20   |       |       |       |       | 10    |       |       |       |       | Segunda prov. Antw.                    | 3                                      |                                                                                              |                                        |
| 1920/21   |       |       |       |       | 3     |       |       |       |       | Segunda prov. Antw.                    | 16                                     |                                                                                              |                                        |
| 1921/22   |       |       |       |       | 5     |       |       |       |       | Segunda prov. Antw.                    | 6                                      |                                                                                              |                                        |
| 1922/23   |       |       |       |       | 3     |       |       |       |       | Segunda prov. Antw.                    | 27                                     |                                                                                              |                                        |
| 1923/24   |       |       |       |       | 2     |       |       |       |       | Segunda prov. Antw.                    | 34                                     |                                                                                              |                                        |
| 1924/25   |       |       |       |       | 4     |       |       |       |       | Segunda prov. Antw.                    | 32                                     |                                                                                              |                                        |
| 1925/26   |       |       |       |       | 2     |       |       |       |       | Segunda prov. Antw.                    | 34                                     |                                                                                              |                                        |
| 1926/27   |       |       |       | 6     |       |       |       |       |       | Tercera B                              | 29                                     |                                                                                              |                                        |
| 1927/28   |       |       |       | 1     |       |       |       |       |       | Tercera C                              | 39                                     |                                                                                              |                                        |
| 1928/29   |       |       | 8     |       |       |       |       |       |       | Segunda                                | 24                                     |                                                                                              |                                        |
| 1929/30   |       |       | 2     |       |       |       |       |       |       | Segunda                                | 36                                     |                                                                                              |                                        |
| 1930/31   | 11    | 11    |       |       |       |       |       |       |       | Primera                                | 21                                     |                                                                                              |                                        |
| 1931/32   | 13    | 13    |       |       |       |       |       |       |       | Primera                                | 19                                     |                                                                                              |                                        |
| 1932/33   |       |       | 6     |       |       |       |       |       |       | Segunda A                              | 27                                     |                                                                                              |                                        |
| 1933/34   |       |       | 3     |       |       |       |       |       |       | Segunda B                              | 31                                     |                                                                                              |                                        |
| 1934/35   |       |       | 9     |       |       |       |       |       |       | Segunda A                              | 26                                     |                                                                                              |                                        |
| 1935/36   |       |       | 6     |       |       |       |       |       |       | Segunda A                              | 31                                     |                                                                                              |                                        |
| 1936/37   |       |       | 5     |       |       |       |       |       |       | Segunda B                              | 31                                     |                                                                                              |                                        |
| 1937/38   |       |       | 10    |       |       |       |       |       |       | Segunda B                              | 23                                     |                                                                                              |                                        |
| 1938/39   |       |       | 4     |       |       |       |       |       |       | Segunda A                              | 35                                     |                                                                                              |                                        |
| 1939/40   |       |       |       |       |       |       |       |       |       |                                        |                                        | sin competición por II Guerra Mundial                                                        |                                        |
| 1940/41   |       |       |       |       |       |       |       |       |       |                                        |                                        | sin competición por II Guerra Mundial                                                        |                                        |
| 1941/42   |       |       | 8     |       |       |       |       |       |       | Segunda A                              | 26                                     |                                                                                              |                                        |
| 1942/43   |       |       | 10    |       |       |       |       |       |       | Segunda B                              | 24                                     |                                                                                              |                                        |
| 1943/44   |       |       | 16    |       |       |       |       |       |       | Segunda A                              | 11                                     |                                                                                              |                                        |
| 1944/45   |       |       |       |       |       |       |       |       |       |                                        |                                        | sin competición por II Guerra Mundial                                                        |                                        |
| 1945/46   |       |       | 12    |       |       |       |       |       |       | Segunda B                              | 29                                     |                                                                                              |                                        |
| 1946/47   |       |       | 12    |       |       |       |       |       |       | Segunda B                              | 27                                     |                                                                                              |                                        |
| 1947/48   |       |       | 15    |       |       |       |       |       |       | Segunda A                              | 17                                     |                                                                                              |                                        |
| 1948/49   |       |       |       | 13    |       |       |       |       |       | Tercera B                              | 28                                     |                                                                                              |                                        |
| 1949/50   |       |       |       | 1     |       |       |       |       |       | Tercera C                              | 42                                     |                                                                                              |                                        |
| 1950/51   |       |       | 16    |       |       |       |       |       |       | Segunda B                              | 12                                     |                                                                                              |                                        |
| 1951/52   |       |       |       | 1     |       |       |       |       |       | Tercera C                              | 42                                     | A pesar de ganar el título, no se le permitió ascender debido a la reforma de la competición |                                        |
|           | I     | I     | II    | III   | IV    | P.I   | P.II  | P.III | P.IV  | desde 1952/53 hay 4 niveles nacionales | desde 1952/53 hay 4 niveles nacionales | desde 1952/53 hay 4 niveles nacionales                                                       | desde 1952/53 hay 4 niveles nacionales |
| 1952/53   |       |       |       | 1     |       |       |       |       |       | Tercera A                              | 42                                     |                                                                                              |                                        |
| 1953/54   |       |       | 16    |       |       |       |       |       |       | Segunda                                | 17                                     |                                                                                              |                                        |
| 1954/55   |       |       |       | 8     |       |       |       |       |       | Tercera A                              | 32                                     |                                                                                              |                                        |
| 1955/56   |       |       |       | 3     |       |       |       |       |       | Tercera A                              | 37                                     |                                                                                              |                                        |
| 1956/57   |       |       |       | 12    |       |       |       |       |       | Tercera A                              | 26                                     |                                                                                              |                                        |
| 1957/58   |       |       |       | 15    |       |       |       |       |       | Tercera A                              | 23                                     |                                                                                              |                                        |
| 1958/59   |       |       |       |       | 9     |       |       |       |       | Cuarta C                               | 32                                     |                                                                                              |                                        |
| 1959/60   |       |       |       |       | 1     |       |       |       |       | Cuarta D                               | 41                                     |                                                                                              |                                        |
| 1960/61   |       |       |       | 11    |       |       |       |       |       | Tercera A                              | 28                                     |                                                                                              |                                        |
| 1961/62   |       |       |       | 9     |       |       |       |       |       | Tercera A                              | 27                                     |                                                                                              |                                        |
| 1962/63   |       |       |       | 16    |       |       |       |       |       | Tercera B                              | 21                                     |                                                                                              |                                        |
| 1963/64   |       |       |       |       | 10    |       |       |       |       | Cuarta C                               | 29                                     |                                                                                              |                                        |
| 1964/65   |       |       |       |       | 9     |       |       |       |       | Cuarta D                               | 27                                     |                                                                                              |                                        |
| 1965/66   |       |       |       |       | 12    |       |       |       |       | Cuarta C                               | 25                                     |                                                                                              |                                        |
| 1966/67   |       |       |       |       | 9     |       |       |       |       | Cuarta A                               | 31                                     |                                                                                              |                                        |
| 1967/68   |       |       |       |       | 5     |       |       |       |       | Cuarta B                               | 33                                     |                                                                                              |                                        |
| 1968/69   |       |       |       |       | 3     |       |       |       |       | Cuarta C                               | 40                                     |                                                                                              |                                        |
| 1969/70   |       |       |       |       | 6     |       |       |       |       | Cuarta C                               | 32                                     |                                                                                              |                                        |
| 1970/71   |       |       |       |       | 8     |       |       |       |       | Cuarta B                               | 30                                     |                                                                                              |                                        |
| 1971/72   |       |       |       |       | 13    |       |       |       |       | Cuarta D                               | 24                                     |                                                                                              |                                        |
| 1972/73   |       |       |       |       | 10    |       |       |       |       | Cuarta D                               | 30                                     |                                                                                              |                                        |
| 1973/74   |       |       |       |       | 8     |       |       |       |       | Cuarta D                               | 32                                     |                                                                                              |                                        |
| 1974/75   |       |       |       |       | 8     |       |       |       |       | Cuarta C                               | 31                                     |                                                                                              |                                        |
| 1975/76   |       |       |       |       | 11    |       |       |       |       | Cuarta B                               | 30                                     |                                                                                              |                                        |
| 1976/77   |       |       |       |       | 15    |       |       |       |       | Cuarta B                               | 21                                     |                                                                                              |                                        |
| 1977/78   |       |       |       |       |       | 8     |       |       |       | Primera prov. Antw.                    | 30                                     |                                                                                              |                                        |
| 1978/79   |       |       |       |       |       | 4     |       |       |       | Primera prov. Antw.                    | 39                                     |                                                                                              |                                        |
| 1979/80   |       |       |       |       |       | 2     |       |       |       | Primera prov. Antw.                    | 40                                     |                                                                                              |                                        |
| 1980/81   |       |       |       |       | 8     |       |       |       |       | Cuarta A                               | 31                                     |                                                                                              |                                        |
| 1981/82   |       |       |       |       | 8     |       |       |       |       | Cuarta C                               | 31                                     |                                                                                              |                                        |
| 1982/83   |       |       |       |       | 3     |       |       |       |       | Cuarta B                               | 37                                     |                                                                                              |                                        |
| 1983/84   |       |       |       |       | 13    |       |       |       |       | Cuarta A                               | 27                                     |                                                                                              |                                        |
| 1984/85   |       |       |       |       | 9     |       |       |       |       | Cuarta B                               | 29                                     |                                                                                              |                                        |
| 1985/86   |       |       |       |       | 14    |       |       |       |       | Cuarta A                               | 22                                     |                                                                                              |                                        |
| 1986/87   |       |       |       |       |       | 2     |       |       |       | Primera prov. Antw.                    | 39                                     |                                                                                              |                                        |
| 1987/88   |       |       |       |       | 11    |       |       |       |       | Cuarta B                               | 26                                     |                                                                                              |                                        |
| 1988/89   |       |       |       |       | 4     |       |       |       |       | Cuarta B                               | 37                                     |                                                                                              |                                        |
| 1989/90   |       |       |       |       | 7     |       |       |       |       | Cuarta B                               | 33                                     |                                                                                              |                                        |
| 1990/91   |       |       |       |       | 3     |       |       |       |       | Cuarta B                               | 41                                     |                                                                                              |                                        |
| 1991/92   |       |       |       |       | 1     |       |       |       |       | Cuarta C                               | 48                                     |                                                                                              |                                        |
| 1992/93   |       |       |       | 3     |       |       |       |       |       | Tercera B                              | 36                                     |                                                                                              |                                        |
| 1993/94   |       |       |       | 8     |       |       |       |       |       | Tercera B                              | 28                                     |                                                                                              |                                        |
| 1994/95   |       |       |       | 10    |       |       |       |       |       | Tercera A                              | 25                                     |                                                                                              |                                        |
| 1995/96   |       |       |       | 11    |       |       |       |       |       | Tercera B                              | 36                                     |                                                                                              |                                        |
| 1996/97   |       |       |       | 16    |       |       |       |       |       | Tercera B                              | 22                                     |                                                                                              |                                        |
| 1997/98   |       |       |       |       | 14    |       |       |       |       | Cuarta B                               | 29                                     |                                                                                              |                                        |
| 1998/99   |       |       |       |       |       | 13    |       |       |       | Primera prov. Antw.                    | 30                                     |                                                                                              |                                        |
| 1999/00   |       |       |       |       |       |       | 4     |       |       | Segunda prov. Antw.                    | 53                                     |                                                                                              |                                        |
| 2000/01   |       |       |       |       |       |       | 4     |       |       | Segunda prov. Antw.                    | 51                                     |                                                                                              |                                        |
| 2001/02   |       |       |       |       |       |       | 5     |       |       | Segunda prov. Antw.                    | 46                                     |                                                                                              |                                        |
| 2002/03   |       |       |       |       |       |       | 2     |       |       | Segunda prov. Antw.                    | 57                                     |                                                                                              |                                        |
| 2003/04   |       |       |       |       |       |       | 1     |       |       | Segunda prov. Antw.                    | 69                                     |                                                                                              |                                        |
| 2004/05   |       |       |       |       |       | 12    |       |       |       | Primera prov. Antw.                    | 29                                     |                                                                                              |                                        |
| 2005/06   |       |       |       |       |       | 8     |       |       |       | Primera prov. Antw.                    | 41                                     |                                                                                              |                                        |
| 2006/07   |       |       |       |       |       | 4     |       |       |       | Primera prov. Antw.                    | 53                                     |                                                                                              |                                        |
| 2007/08   |       |       |       |       | 9     |       |       |       |       | Cuarta B                               | 38                                     |                                                                                              |                                        |
| 2008/09   |       |       |       |       | 15    |       |       |       |       | Cuarta B                               | 20                                     |                                                                                              |                                        |
| 2009/10   |       |       |       |       |       | 16    |       |       |       | Primera prov. Antw.                    | 20                                     |                                                                                              |                                        |
| 2010/11   |       |       |       |       |       |       | 16    |       |       | Segunda prov. Antw.                    | 14                                     |                                                                                              |                                        |
| 2011/12   |       |       |       |       |       |       |       | 15    |       | Tercera prov. Antw. A                  | 18                                     |                                                                                              |                                        |
| 2012/13   |       |       |       |       |       |       |       |       | 2     | Cuarta prov. Antw. A                   | 64                                     |                                                                                              |                                        |
| 2013/14   |       |       |       |       |       |       |       |       | 13    | Cuarta prov. Antw. B                   | 15                                     |                                                                                              |                                        |
| 2014/15   |       |       |       |       |       |       |       |       | 13    | Cuarta prov. Antw. B                   | 19                                     |                                                                                              |                                        |
| 2015/16   |       |       |       |       |       |       |       |       | 9     | Cuarta prov. Antw. B                   | 38                                     |                                                                                              |                                        |
|           | 1A    | 1B    | 1Am   | 2Am   | 3Am   | P.I   | P.II  | P.III | P.IV  |                                        |                                        | desde 2016-17 hay 3 niveles nacionales y 2 regionales                                        |                                        |
| 2016/17   |       |       |       |       |       |       |       |       | 7     | Cuarta prov. Antw. B                   | 43                                     |                                                                                              |                                        |
| 2017/18   |       |       |       |       |       |       |       |       | 6     | Cuarta prov. Antw. B                   | 48                                     |                                                                                              |                                        |
| 2018/19   |       |       |       |       |       |       |       |       | 2     | Cuarta prov. Antw. B                   | 59                                     |                                                                                              |                                        |
| 2019/20   |       |       |       |       |       |       |       |       | 14    | Cuarta prov. Antw. B                   | 20                                     |                                                                                              |                                        |
| 2020/21   |       |       |       |       |       |       |       |       |       | Cuarta prov. Antw. B                   |                                        |                                                                                              |                                        |
| 2021/22   |       |       |       |       |       |       |       |       | 13    | Cuarta prov. Antw. B                   |                                        |                                                                                              |                                        |
| 2022/23   |       |       |       |       |       |       |       |       | 12    | Cuarta prov. Antw. B                   |                                        |                                                                                              |                                        |

## Nombres
El club ha tenido varios nombre a lo largo de su historia, los cuales han sido:
- Tubantia FAC (1914-41)
- R Tubantia FC (1941-60)
- K Tubantia Bongerhout FC (1960-71)
- K Tubantia Bongerhout VK (1971-actualidad)

## Jugadores

### Jugadores destacados
- Rik Coppens
- Rik Matthys
- Jef Mermans
- Rik Pauwels
- Paul Put